# War of the Worlds, Pt. 1
War of the Worlds, Pt. 1 é o segundo álbum solo do guitarrista do Symphony X Michael Romeo, lançado em 27 de julho de 2018. É o seu primeiro álbum solo em mais de duas décadas (desde The Dark Chapter, de 1994) e seu primeiro lançamento desde Underworld, lançado em 2015 com o Symphony X.
O álbum é inspirado no romance homônimo de H. G. Wells e incorpora elementos de EDM, dubstep e música clássica, inspirada por compositores de trilhas sonoras como Bernard Herrmann e John Williams. A maior parte do disco foi criada quando o vocalista do Symphony X, Russell Allen, ainda se recuperava do acidente rodoviário que sofrera um ano antes durante turnê com o Adrenaline Mob (acidente este em que seu colega de banda David Zablidowsky e a gerente da turnê Jane Train morreram) e os outros membros estavam envolvidos com outros projetos. Michael contratou mais três músicos que conhecia há algum tempo, incluindo o baixista John DeServio, com quem fez o colegial.
Dois lyric videos, um para "Djinn" e outra para "Fear of the Unknown", foram lançados em 29 de junho e 18 de julho, respectivamente. De acordo com Michael, uma sequência, War of the Worlds, Pt. 2, já está na fase final da gravação, mas vai levar um tempo para ser lançada porque ele quer que as pessoas "absorvam o primeiro por um tempo, e então nós liberaremos o segundo disco. Eles complementar-se-ão, mas também serão um pouco diferentes".

## Lista de faixas
Todas as letras escritas por Michael Romeo e Rick Castellano, exceto "F*cking Robots", escrita somente por Rick; e "Introduction" e "War Machine", que são instrumentais, todas as músicas compostas por Michael.
| N.º            | Título                                       | Duração |  |
| 1.             | "Introduction" (Introdução)                  | 3:41    |  |
| 2.             | "Fear of the Unknown" (Medo do Desconhecido) | 4:20    |  |
| 3.             | "Black" (Negro)                              | 6:18    |  |
| 4.             | "F*cking Robots" (Robôs de Merda)            | 4:29    |  |
| 5.             | "Djinn"                                      | 7:28    |  |
| 6.             | "Believe" (Acredite)                         | 8:22    |  |
| 7.             | "Differences" (Diferenças)                   | 4:32    |  |
| 8.             | "War Machine" (Máquina de Guerra)            | 3:10    |  |
| 9.             | "Oblivion" (Esquecimento)                    | 5:06    |  |
| 10.            | "Constellations" (Constelações)              | 5:34    |  |
| Duração total: | Duração total:                               | 53:00   |  |

## Créditos
- Rick Castellano - Vocais
- Michael Romeo – Guitarras, Teclados, orquestrações
- John DeServio - Baixo elétrico
- John Macaluso - Baterias

## Desempenho nas Paradas Musicais
| Parada Musical (2018)                      | Desempenho |
| ------------------------------------------ | ---------- |
| Bélgica (Ultratop Valônia)                 | 129        |
| Alemanha (Offizielle Deutsche Charts)      | 97         |
| Suíça (Schweizer Hitparade)                | 27         |
| Estados Unidos (Billboard Top Heatseekers) | 8          |